# Another Love Song (The Frames)
Another Love Song è il primo album in studio pubblicato dalla rock band irlandese The Frames. Pubblicato per la prima volta nel 1992 su Island Records, l'album è andato fuori stampa pochi anni dopo la sua uscita originale ed è diventato un oggetto da collezione tra i fan. I singoli dell'album sono The Dancer e Masquerade, in cui il primo è stato utilizzato come colonna sonora per il segmento "Goal of the Week" di Match of the Day all'inizio degli anni '90.
L'album è stato rimasterizzato nel 2010 e ripubblicato il 5 luglio con 8 tracce bonus. La versione ripubblicata è riconfezionata in un cofanetto con un booklet di 12 pagine, con foto e testi delle canzoni.

## Tracce
1. The Dancer
2. You Were Wrong
3. Right Road (Wrong Road)
4. Before You Go
5. The Waltz
6. Downhill From Here
7. Masquerade
8. Picture of Love
9. Martha
10. Another Love Song
11. Telegraph Poles
12. Live Forever

### Bonus tracks (solo versione rimasterizzata)
1. Last Song To You
2. Stamp My Name
3. Teardrops In My Wine
4. Nixxi Focal
5. Before You Go (full version)
6. The Dancer (acoustic version)
7. Life’s a Gas
8. Shake You